# 아스투리아스어 위키백과

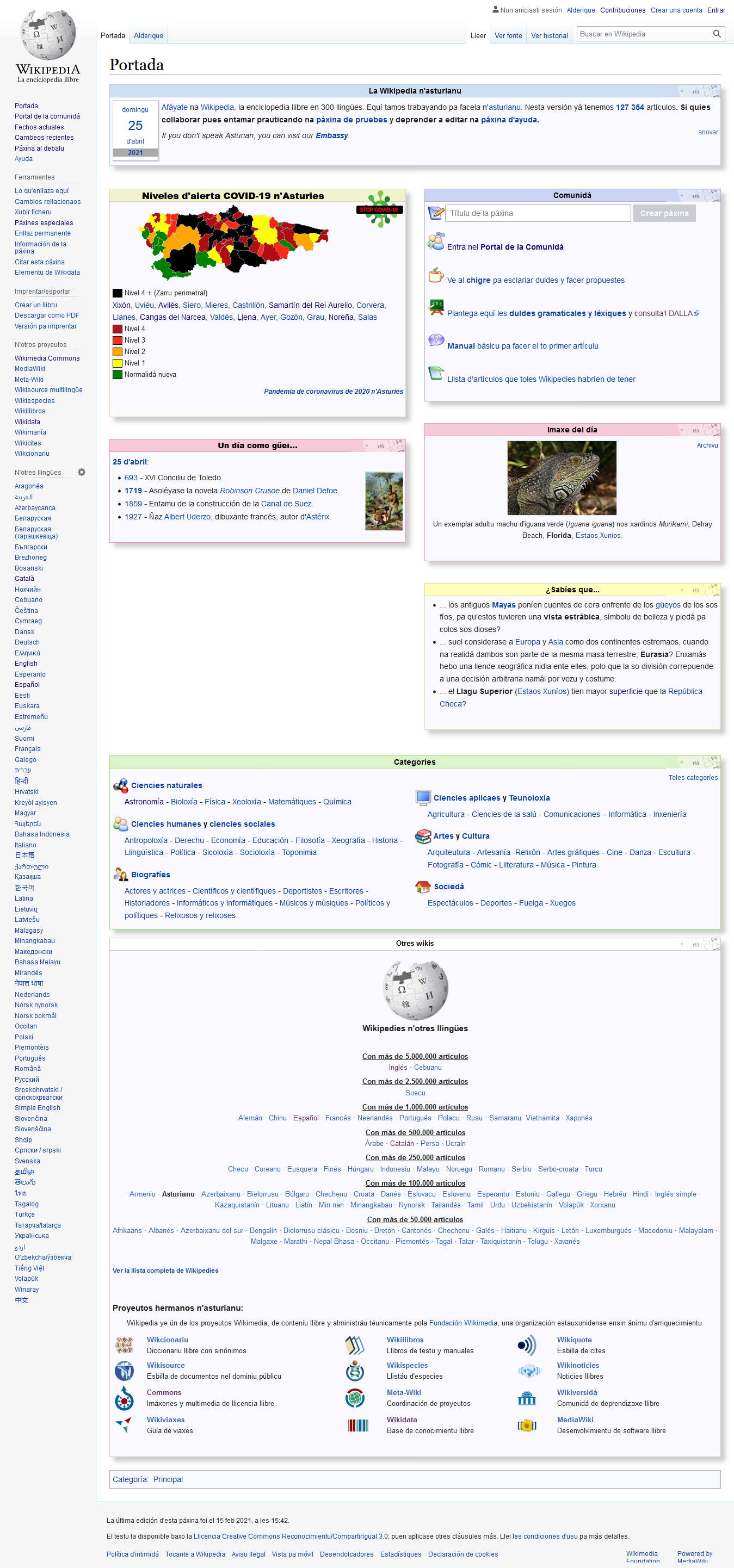

아스투리아스어 위키백과(아스투리아스어: Wikipedia n'asturianu) 아스투리아스어 버전의 위키백과이다. 2004년 7월에 시작되었으며, 2014년 3월 18일 기준으로 문서 수가 19,545개에 달했다. 기호는 ast이다.